# Adamów (gmina Bełchatów)
Adamów – kolonia w Polsce, położona w województwie łódzkim, w powiecie bełchatowskim, w gminie Bełchatów.
W latach 1975–1998 miejscowość należała administracyjnie do województwa piotrkowskiego.
W pobliżu wsi przebiega droga wojewódzka nr 484.